# イングリッシュ・アンド・ウェルシュ
『English and Welsh』（英語とウェールズ語）は、1955年10月21日に行われたJ・R・R・トールキンの第1回オドネル記念講演である。この講演は、人種、民族、言語のつながりについてのトールキンの考え方に光を当てている。

## 出版
本講演は1963年に『Angles and Britons』において初めて出版され、後に『The Monsters and the Critics, and Other Essays』で再出版された。

## 内容
トールキンはまず、「British」、「Celtic」、「Germanic」、「Saxon」、「English」、「Welsh」という用語の概要を説明し、最後の用語の語源をWalhaと説明する。
トールキンはまた、アングロ・サクソン人のブリテン侵略以降の英語とウェールズ語の歴史的な言語接触についても触れており、これにはウェールズ語からの借用語や英語に見られる基層語の影響、逆にウェールズ語における英語からの借用語なども含まれている。ゲルマン語のi-ウムラウトとケルト語派の母音変異（affection）を比較して、トールキンは言う:
講演の最後の部分には、トールキンはフォネスセティクス（phonaesthetics）の概念を探求し、英語における美しい響きの語句として知られている「Cellar door」という語句を挙げ、ウェールズ語では「"cellar door"（のような美しい響きの語句）は並外れて頻出する」と自分の好みに合わせて付け加えた。トールキンは、音と意味が結びつく瞬間に内在するネスの働きを説明する:
この快楽は、結び付きの瞬間に非常に速やかに、そして非常に鋭く感じられる。それは、あるスタイルを持っていると感じられる語形の受容（あるいは想像）と、それを通しては受け取られない意味をそれに帰属させることにある。
トールキンは、そのような嗜好は継承されるものであり、「言語的な意味での個人の性質の側面である。そして、これらは大部分が歴史的な産物であるため、嗜好もまたそうでなければならない。」とする彼の見解に言及している。このような先天的な言語の嗜好を指すために、トールキンは（第一言語を意味する言葉として）「cradle tongue（ゆりかごの言語）」に対立するものとして「native tongue（生来の言語）」という言葉を導入している。

## 影響
トールキンは講演の中で、「ほとんどの英語圏の人々は...特に意味と綴りから切り離された場合、『cellar door（地下室の扉）』が美しいことを認めるだろう。『sky（空）』よりも美しいし、「beautiful（美しい）」よりもはるかに美しい......それならば、ウェールズ語では、私にとってcellar doorは並外れて頻繁に使われている」と言及する。このウェールズ語への関心と評価の高さは、彼自身の言語、特にシンダリンやクエンヤなどのエルフ語に影響を与えた。
この講演はトールキンの「最後の主要な学術的著作物」と見なされている。 この講演にはいくつかの重要な側面があった。第一に、「アングロサクソン・イングランドにおけるブリトン人の立場の研究への貴重な貢献が含まれている」こと、第二に、人種論への警告、第三に、「先天的な」言語的嗜好の仮説を提示し、言語における美学に関する彼自身の見解の議論へと導いたこと、最後に、「w(e)alh」という単語の起源に関する（正しい）仮説を提示し、アングロ・サクソン人が侵略してきたときにケルト人に何が起こったのかを説明したことである。